# Бунт (2000)
Бунт (на английски: Rebellion) е второто pay-per-view събитие от поредицата Бунт, продуцирано от Световната федерация по кеч (WWF). Събитието се провежда на 2 декември 2000 г. в Шефилд, Англия.

## Резултати
| №                                         | Резултати | Правила                                        | Време |
| ----------------------------------------- | --- | ---------------------------------------------- | ----- |
| 1                                         | Дъдли бойз (Бъба Рей Дъдли и Дивон Дъдли) побеждават Острието и Крисчън и T & A (Албърт и Тест) (с Триш Стратъс) | Елиминационен мач с маси                       | 9:55  |
| 2                                         | Айвъри (ш) (със Стивън Ричардс) поб. Лита                                                                        | Индивидуален мач за Титлата при жените на WWF  | 2:55  |
| 3                                         | Стив Блекман (ш) поб. Пери Сатърн                                                                                | Хардкор мач за Хардкор титлата на WWF          | 6:03  |
| 4                                         | Краш Холи (с Моли Холи) поб. Уилям Ригъл (ш)                                                                     | Индивидуален мач за Европейската титла на WWF  | 5:10  |
| 5                                         | Били Гън и Чайна поб. Дийн Маленко и Еди Гереро                                                                  | Отборен мач                                    | 12:15 |
| 6                                         | Кейн поб. Крис Джерико                                                                                           | Индивидуален мач                               | 8:04  |
| 7                                         | Право на цензура (Бул Бучанън и Кръстника) (ш) (с Вал Винъс) поб. Харди бойз (Мат Харди и Джеф Харди)            | Отборен мач за Световните отборни титли на WWF | 8:05  |
| 8                                         | Гробаря поб. Крис Беноа                                                                                          | Индивидуален мач                               | 12:15 |
| 9                                         | Кърт Енгъл (ш) поб. Рикиши, Скалата и Ледения Стив Остин                                                         | Мач фатална четворка за Титлата на WWF         | 8:50  |
| - (ш) – указва шампиона/шампионите в мача | |                                                |       |